# Cirripectes viriosus
Cirripectes viriosus är en fiskart som beskrevs av Williams, 1988. Cirripectes viriosus ingår i släktet Cirripectes och familjen Blenniidae. IUCN kategoriserar arten globalt som livskraftig. Inga underarter finns listade i Catalogue of Life.